# Pokret za građanska prava
Pokret za građanska prava (engl. Civil rights movement) je izraz kojim se u kontekstu istorije SAD označavaju nastojanja da se propagandom, agitacijom, demonstracijama, političkim lobiranjem i brojnim drugim, u pravilu nenasilnim akcijama kao što su demonstracije i bojkoti, izbore građanska prava za pripadnike crne, odnosno afroameričke zajednice u SAD, te ukine dotada institucionalna rasna segregacija i diskriminacija, te afroamerički državljani SAD izjednače u svojim pravima sa većinskim belcima. 
U užem smislu se pod tim podrazumeva kampanja koja se od sredine 1950-ih do kraja 1960-ih vodila, pretežno u državama američkog Juga, sa ciljem da se ukinu tzv. zakoni Džima Kroua koji su na razne, najčešće posredne načine, crnom stanovništvu sprečavali politički angažman, propisivala de jure rasna segracija, a crnačko stanovništvo de facto stavljalo u neravnopravan i podređen socioekonomski položaj. Ona je pod vodstvom crnog baptističkog svećenika Martina Lutera Kinga, uprkos izrazitog neprijateljstva Demokratske stranke koja je dominirala američkim Jugom, a u nekim slučajevima i nasilnih i terorističkih akcija od strane lokalnih rasista, s vremenom uspela steći široku podršku te sredinom 1960-ih podstaknuti Džonsonovu federalnu administraciju i Kongres da donesu niz dalekosežnih zakona kojima su zakoni Džima Kroua ukinuti. Tako je afroameričko stanovništvo u SAD u formalnom smislu potpuno izjednačeno s belim, ali su Kingova kasnija nastojanja da se položaj crnaca poboljša u ekonomskom pogledu doživela neuspeh, odnosno koincidirala s nizom krvavih rasnih nereda i radikalizacijom unutar same crnačke zajednice koja će dodatno eskalirati nakon Kingovog ubistva 1968. godine. Uprkos tome, uspeh tog pokreta često se uspoređuje s dostignućima ranijeg pokreta za indijsku nezavisnost, odnosno dokazom kako se i najradikalnija društvena promena može postići mirnim putem, pa su brojni slični pokreti uzimali njega kao uzor, a za što je najnoviji primer pokret za LGBT prava. 
Pokret za građanska prava u SAD se često smešta u širi kontekst globalnog pokreta za građanska prava koji od sredine 20. veka postoji u gotovo svim zemljama sveta. Mnoge popularne reprezentacije pokreta usredsređene su na harizmatično vođstvo i filozofiju Martina Lutera Kinga mlađeg, koji je dobio Nobelovu nagradu za mir 1964. godine za ulogu u nenasilnom moralnom vođstvu. Međutim, neki naučnici primećuju da je pokret bio previše raznolik da bi se mogao pripisati bilo kojoj osobi, organizaciji ili strategiji.

## Literatura
- Arsenault, Raymond (2006). Freedom Riders: 1961 and the Struggle for Racial Justice. Oxford Press.
- Back, Adina "Exposing the Whole Segregation Myth: The Harlem Nine and New York City Schools" in Freedom north: Black freedom struggles outside the South, 1940–1980, Jeanne Theoharis, Komozi Woodard, eds.(Palgrave Macmillan, 2003).
- Bartley, Abel A. (2000). Keeping the Faith: Race, Politics, and Social Development in Jacksonville, Florida, 1940-1970. Bloomsbury Academic. ISBN 9780313310355.
- Bass, S. Jonathan (2001). Blessed Are The Peacemakers: Martin Luther King Jr., Eight White Religious Leaders, and the "Letter from Birmingham Jail". Baton Rouge: LSU Press. ISBN 0-8071-2655-1.
- Beito, David T.; Beito, Linda Royster (2009). Black Maverick: T.R.M. Howard's Fight for Civil Rights and Economic Power. University of Illinois Press. ISBN 978-0-252-03420-6.
- Branch, Taylor. (1988). Parting the waters: America in the King years, 1954–1963. New York: Simon & Schuster. ISBN 978-0-671-68742-7.
- Breitman, George, ур. (1965). Malcolm X Speaks: Selected Speeches and Statements. Grove Press.
- Brown, Jennie (1994). Medgar Evers. Holloway House Publishing.
- Bryant, Nicholas Andrew (2006). The Bystander: John F. Kennedy And the Struggle for Black Equality. Basic Books. ISBN 978-0-465-00826-1.
- Cannato, Vincent "The Ungovernable City: John Lindsay and his struggle to save New York" Better Books, 2001.  0-465-00843-7
- Carson, Clayborne (1981). In Struggle: SNCC and the Black Awakening of the 1960s. Cambridge: Harvard University Press. ISBN 978-0-674-44727-1.
- Chafe, William Henry (1980). Civilities and civil rights : Greensboro, North Carolina, and the Black struggle for freedom. New York: Oxford University Press. ISBN 978-0-19-502625-2.
- Chafe, William Henry (2003). The Unfinished Journey: America since World War II. Oxford University Press. ISBN 978-0-19-515049-0.
- Cleaver, Eldridge (1967). Soul on Ice. New York, NY: McGraw-Hill.
- Crump, Spencer (1966). Black riot in Los Angeles: the story of the Watts tragedy. Los Angeles, Trans-Anglo Books.
- Davis, Townsend (1998). Weary Feet, Rested Souls: A Guided History of the Civil Rights Movement. New York: W. W. Norton & Company. ISBN 978-0-393-04592-5.
- Dudziak, Mary L. (31. 7. 2011). Cold War Civil Rights: Race and the Image of American Democracy. Princeton University Press. ISBN 978-0691152431.
- Erikson, Erik (1969). Gandhi's Truth: On the Origins of Militant Nonviolence. New York City: Norton. ISBN 978-0-393-31034-4.
- Eskew, Glenn T (1997). But for Birmingham: The Local and National Struggles in the Civil Rights Movement. University of North Carolina Press.
- Fine, Sidney (2000). Expanding the Frontier of Civil Rights: Michigan, 1948–1968. Wayne State University Press.
- Finkelman, Paul, ур. (2009). Encyclopedia of African American History. Oxford University Press. ISBN 978-0-19-516779-5.
- Forman, James (1972). The Making of Black Revolutionaries. New York: Macmillan. ISBN 978-0-940880-10-8.
- Garrow, David J (1987). Bearing the Cross: Martin Luther King Jr. and the Southern Christian Leadership Conference. Harper Collins.
- Gershenhorn, Jerry (2018). Louis Austin and The Carolina Times: A Life in the Long Black Freedom Struggle. Chapel Hill, NC: University of North Carolina Press.
- Goluboff, Risa L (2007). The Lost Promise of Civil Rights. Harvard University Press. ISBN 978-0-674-02465-6.. MA: Cambridge, 2007.
- Gregg, Khyree. A Concise Chronicle History of the African-American People Experience in America. Henry Epps.
- Hague, Euan; Sebesta, Edward H.; Beirich, Heidi (2008). Neo-Confederacy: A Critical Introduction. University of Texas Press. ISBN 978-0-292-71837-1.
- Hill, Lance (2006). The Deacons for Defense: Armed Resistance and the Civil Rights Movement. University of North Carolina Press. ISBN 978-0-8078-5702-1.
- Hilty, James (2000). Robert Kennedy: Brother Protector. Temple University Press. ISBN 978-1-4399-0519-7.
- Hoose, Phillip (2009). Claudette Colvin: Twice Toward Justice. New York: Melanie Kroupa Books/Farrar Straus Giroux. ISBN 978-0-312-66105-2.
- Houston, Benjamin (2012). The Nashville Way: Racial Etiquette and the Struggle for Social Justice in a Southern City. Athens, Georgia: University of Georgia Press. ISBN 978-0-8203-4326-6.
- Jackson, Thomas F. (17. 7. 2013). From Civil Rights to Human Rights. Philadelphia: University of Pennsylvania Press. ISBN 978-0-8122-0000-3.
- Klarman, Michael J., Brown v. Board of Education and the Civil Rights Movement [electronic resource] : abridged edition of From Jim Crow to Civil Rights: The Supreme Court and the Struggle for Racial Equality, Oxford; New York : Oxford University Press, 2007.
- Levy, Peter B. "The Dream Deferred: The Assassination of Martin Luther King Jr., and the Holy Week Uprisings of 1968" in. Baltimore '68 : Riots and Rebirth in an American city. Temple University Press. 2011.
- Lewis, John (1998). Walking With the Wind. Simon & Schuster. ISBN 9780684810652.
- Locke, Hubert G (1969). The Detroit riot of 1967. Wayne State University Press.
- Logan, Rayford (1997). The Betrayal of the Negro from Rutherford B. Hayes to Woodrow Wilson. New York: Da Capo Press.
- McAdam, Doug (1988). Freedom Summer. Oxford University Press. ISBN 978-0-19-504367-9.
- Marable, Manning (4. 4. 2011). Malcolm X: A Life of Reinvention. Penguin. ISBN 9781101445273.
- Matusow, Allen J. "From Civil Rights to Black Power: The Case of SNCC" in Twentieth Century America: Recent Interpretations (Harcourt Press, 1972)
- Pinkney, Alphnso, Woock, Roger (1970). Poverty and Politics in Harlem. University Press.. College & Services, Inc.,
- Piven, Francis Fox and Cloward, Richard Regulating the Poor (Random House 1971)
- Piven, Francis Fox and Cloward, Richard Poor People's Movements: How They Succeed, How They Fail (Random House, 1977)
- Ransby, Barbara (20. 11. 2003). Ella Baker and the Black Freedom Movement: A Radical Democratic Vision. Univ of North Carolina Press. ISBN 9780807862704.
- Reeves, Richard (1993). President Kennedy: Profile of Power. New York: Simon & Schuster. ISBN 978-0-671-64879-4.
- Robinson, Jo Ann & Garrow, David J. (foreword by Coretta Scott King) (1986). The Montgomery Bus Boycott and the Women Who Started It. University of Tennessee Press. ISBN 0-394-75623-1.. Knoxville,.
- Rosenberg, Jonathan; Karabell, Zachary (2003). Kennedy, Johnson, and the Quest for Justice: The Civil Rights Tapes. WW Norton & Co. ISBN 978-0-393-05122-3.
- Saito, Leland T (1998). Race and Politics: Asian Americans, Latinos, and Whites in a Los Angeles Suburb. University of Illinois Press.
- Schultz, Jeffrey D. (2002). Encyclopedia of Minorities in American Politics: African Americans and Asian Americans. Oryx Press. ISBN 978-1-57356-148-8.
- Schlesinger Jr., Arthur M. (2002). Robert Kennedy and His Times. Houghton Mifflin Books. ISBN 978-0-618-21928-5. Непознати параметар |orig-date= игнорисан (помоћ)
- Schoen, Douglas (2015). The Nixon Effect: How His Presidency Has Changed American Politics. Encounter Books. ISBN 978-1-59403-800-6.
- Self, Robert O. (2005). American Babylon: Race and the Struggle for Postwar Oakland. Princeton University Press. ISBN 978-1-4008-4417-3.
- Smith, Jean Edward (2001). Grant. Simon and Schuster. ISBN 978-0-7432-1701-9.
- Stephens, Otis H. Jr.; Scheb, John M. II (2007). American Constitutional Law: Civil Rights and Liberties. Cengage Learning. ISBN 978-0-495-09705-1.
- Strain, Christopher (2005). Pure Fire: Self-defense as Activism in the Civil Rights Era. University of Georgia Press. ISBN 978-0-8203-2687-0.
- Tucker, William H (30. 5. 2007). The Funding of Scientific Racism: Wickliffe Draper and the Pioneer Fund. University of Illinois Press.
- Tyson, Timothy B (1999). Radio Free Dixie: Robert F. Williams and the Roots of "Black Power". University of North Carolina Press. ISBN 978-0-8078-2502-0.
- Umoja, Akinyele (2013). We Will Shoot Back: Armed Resistance in the Mississippi Freedom Movement. NYU Press.
- Weems, Robert E. Jr., Business in Black and White: American Presidents and Black Entrepreneurs (2009)
- Weiner, Melissa F. (2010). Power, Protest, and the Public Schools: Jewish and African American Struggles in New York City. Rutgers University Press. ISBN 978-0-8135-4772-5.
- Wendt, Simon The Spirit and the Shotgun: Armed Resistance and the Struggle for Civil Rights (University of Florida Press, 2007).
- Williams, Juan (1987). Eyes on the Prize: America's Civil Rights Years, 1954–1965. Penguin Books. ISBN 0-14-009653-1.
- Winner, Lauren F. "Doubtless Sincere: New Characters in the Civil Rights Cast." In The Role of Ideas in the Civil Rights South, edited by Ted Ownby. Jackson: University Press of Mississippi, 2002
- Woodward, C. Vann The Strange Career of Jim Crow, 3rd rev. ed. (Oxford University Press, 1974).
- Young, Coleman (1994). Hard Stuff: The Autobiography of Mayor Coleman Young. ISBN 978-0-670-84551-4.
- Zarefsky, David President Johnson's war on poverty: Rhetoric and history (2005)
- Abel, Elizabeth (6. 5. 2010). Signs of the Times: The Visual Politics of Jim Crow. University of California Press. ISBN 9780520261839.
- Barnes, Catherine A (1983). Journey from Jim Crow: The Desegregation of Southern Transit. Columbia UP.
- Berger, Martin A. (2. 5. 2011). Seeing through Race: A Reinterpretation of Civil Rights Photography. Berkeley: University of California Press. ISBN 9780520268647.
- Berger, Maurice (20. 4. 2010). For All the World to See: Visual Culture and the Struggle for Civil Rights. New Haven and London: Yale University Press. ISBN 9780300121315.
- Branch, Taylor. Pillar of fire: America in the King years, 1963–1965. (1998)
- Branch, Taylor (2006). At Canaan's Edge: America In the King Years, 1965–1968. Simon & Schuster. ISBN 0-684-85712-X.. New York: Simon & Schuster
- Chandra, Siddharth; Foster, Angela Williams (2005). „The "Revolution of Rising Expectations," Relative Deprivation, and the Urban Social Disorders of the 1960s: Evidence from State-Level Data”. Social Science History. 29 (2): 299—332. JSTOR 40267877.
- Cox, Julian. Road to Freedom: Photographs of the Civil Rights Movement, 1956–1968, Atlanta: High Museum of Art, 2008.
- Ellis, Sylvia (2013). Freedom's Pragmatist: Lyndon Johnson and Civil Rights. U Press.. (of Florida).
- Fairclough, Adam (1987). To Redeem the Soul of America: The Southern Christian Leadership Conference & Martin Luther King. The University of Georgia Press.
- Faulkenbury, Evan (2019). Poll Power: The Voter Education Project and the Movement for the Ballot in the American South. The University of North Carolina Press. ISBN 9781469652009.. Chapel Hill:, 2019.
- Garrow, David J (1983). The FBI and Martin Luther King. Yale University Press. ISBN 0-14-006486-9.. New York: W.W. Norton. 1981. Viking Press Reprint edition. 1983.; Revised and Expanded edition. 2006.  0-300-08731-4
- Greene, Christina. Our Separate Ways: Women and the Black Freedom Movement in Durham. North Carolina. Chapel Hill: University of North Carolina Press, 2005.
- Hine, Darlene Clark, ed. Black Women in America (3 Vol. 2nd ed. 2005; several multivolume editions). Short biographies by scholars.
- Horne, Gerald (1995). The Fire This Time: The Watts Uprising and the 1960s. Charlottesville: University Press of Virginia. ISBN 0-306-80792-0.. Da Capo Press; 1st Da Capo Press ed edition. October 1, 1997.
- Jones, Jacqueline (2009). Labor of love, labor of sorrow: Black women, work, and the family, from slavery to the present. Basic Books. ISBN 978-0-465-01881-9.
- Kasher, Steven (1996). The Civil Rights Movement: A Photographic History. New York: Abbeville Press. ISBN 978-0-7892-0123-2.
- Keppel, Ben (2016). Brown v. Board and the Transformation of American Culture. LSU Press.. xiv, 225 pp.
- Kirk, John A (2002). Redefining the Color Line: Black Activism in Little Rock, Arkansas, 1940–1970. Gainesville: University of Florida Press. ISBN 0-8130-2496-X.
- Kirk, John A (2005). Martin Luther King Jr. London: Longman. ISBN 0-582-41431-8.
- Kousser, J. Morgan, „The Supreme Court And The Undoing of the Second Reconstruction”. National Forum. пролеће 2000.веза).
- Kryn, Randall L. "James L. Bevel, The Strategist of the 1960s Civil Rights Movement", 1984 paper with 1988 addendum, printed in We Shall Overcome, Volume II edited by David Garrow, New York: Carlson Publishing Co., 1989.
- Lowery, Charles D (1992). Encyclopedia of African-American civil rights: from emancipation to the present. Greenwood.
- Marable, Manning (1984). Race, Reform and Rebellion: The Second Reconstruction in Black America, 1945–1982. University Press. ISBN 0-87805-225-9.. 249 pages. of Mississippi
- McAdam, Doug. Political Process and the Development of Black Insurgency, 1930–1970, Chicago: University of Chicago Press. 1982.
- McAdam, Doug, 'The US Civil Rights Movement: Power from Below and Above, 1945–70', in Adam Roberts and Timothy Garton Ash (eds.), Civil Resistance and Power Politics: The Experience of Non-violent Action from Gandhi to the Present. Oxford University Press. 2009. ISBN 978-0-19-955201-6.. Oxford & New York:
- Minchin, Timothy J. (1999). Hiring the Black Worker: The Racial Integration of the Southern Textile Industry, 1960-1980. University of North Carolina Press. ISBN 0-8078-2470-4.
- Morris, Aldon D (1984). The Origins of the Civil Rights Movement: Black Communities Organizing for Change. New York: The Free Press. ISBN 0-02-922130-7.
- Ogletree, Charles J. Jr. (2004). All Deliberate Speed: Reflections on the First Half Century of Brown v. Board of Education. New York: W. W. Norton. ISBN 978-0-393-05897-0.
- Payne, Charles M. (16. 3. 2007). I've Got the Light of Freedom: The Organizing Tradition and the Mississippi Freedom Struggle. University of California Press. ISBN 9780520251762.
- Patterson, James T. (март 2001). Brown v. Board of Education: A Civil Rights Milestone and Its Troubled Legacy. Oxford University Press. ISBN 978-0-19-972595-3.
- Raiford, Leigh (2011). Imprisoned in a Luminous Glare: Photography and the African American Freedom Struggle. U of North Carolina Press. Архивирано из оригинала 22. 08. 2016. г. Приступљено 04. 09. 2019.
- Richardson, Christopher M.; Ralph E. Luker, ур. (2014). Historical Dictionary of the Civil Rights Movement (2nd ed.). Rowman & Littlefield. ISBN 978-0-8108-8037-5.
- Sitkoff, Howard. The Struggle for Black Equality (2nd ed. 2008)
- Smith, Jessie Carney, ур. (2006). Encyclopedia of African American Business. Greenwood Press. ISBN 978-0-313-01454-3.. (2 vol. Greenwood 2006). Jackson, Millicent Lownes; Wynn, Linda T. (2006). Encyclopedia of African American Business. Greenwood Press. ISBN 9780313014543.
- Sokol, Jason. There Goes My Everything: White Southerners in the Age of Civil Rights, 1945–1975. (Knopf, 2006).
- Tsesis, Alexander (октобар 2008). We Shall Overcome: A History of Civil Rights and the Law. Yale University Press. ISBN 978-0-300-11837-7. Непознати параметар |DUPLICATE_isbn= игнорисан (помоћ)
- Tuck, Stephen. We Ain't What We Ought to Be: The Black Freedom Struggle from Emancipation to Obama (2011).
- Armstrong, Julie Buckner, ур. (2015). The Cambridge Companion to American Civil Rights Literature. Cambridge University Press. стр. xxiv, 209. ISBN 978-1-316-24038-0.
- Catsam, Derek (januar 2008). „The Civil Rights Movement and the Presidency in the Hot Years of the Cold War: A Historical and Historiographical Assessment”. History Compass. 6 (1): 314—344. doi:10.1111/j.1478-0542.2007.00486.x.
- Cha-Jua, Sundiata Keita; Lang, Clarence (proleće 2007). „The 'Long Movement' as Vampire: Temporal and Spatial Fallacies in Recent Black Freedom Studies”. The Journal of African American History. 92 (2): 265—288. S2CID 140436349. doi:10.1086/JAAHv92n2p265.
- Eagles, Charles W. (novembar 2000). „Toward New Histories of the Civil Rights Era”. The Journal of Southern History. 66 (4): 815—848. JSTOR 2588012. doi:10.2307/2588012.
- Fairclough, Adam (decembar 1990). „Historians and the Civil Rights Movement”. Journal of American Studies. 24 (3): 387—398. S2CID 145576332. doi:10.1017/S0021875800033697.
- Frost, Jennifer (maj 2012). „Using 'Master Narratives' to Teach History: The Case of the Civil Rights Movement” (PDF). History Teacher. 45 (3): 437—446.
- Hall, Jacquelyn Dowd (mart 2005). „The Long Civil Rights Movement and the Political Uses of the Past” (PDF). The Journal of American History. 91 (4): 1233—1263. JSTOR 3660172. doi:10.2307/3660172. Архивирано из оригинала (PDF) 27. 07. 2019. г. Приступљено 04. 09. 2019.
- Lawson, Steven F. (април 1991). „Freedom Then, Freedom Now: The Historiography of the Civil Rights Movement”. The American Historical Review. 96 (2): 456—471. JSTOR 2163219. doi:10.2307/2163219.
- Lawson, Steven F.; Payne, Charles M. (1998). Debating the Civil Rights Movement, 1945–1968. Rowman & Littlefield. ISBN 978-0-8476-9053-4.
- Lawson, Steven F. (2003). Civil Rights Crossroads: Nation, Community, and the Black Freedom Struggle. University Press of Kentucky. ISBN 978-0-8131-2693-7.
- Payne, Charles M. (2007). „Bibliographic Essay: The Social Construction of History”. I've Got the Light of Freedom: The Organizing Tradition and the Mississippi Freedom Struggle. University of California Press. стр. 413—442. ISBN 978-0-520-25176-2.
- Robinson, Armstead L.; Sullivan, Patricia, ур. (1991). New Directions in Civil Rights Studies. University of Virginia Press. ISBN 978-0-8139-1319-3.
- Sandage, Scott A. (jun 1993). „A Marble House Divided: The Lincoln Memorial, the Civil Rights Movement, and the Politics of Memory, 1939–1963” (PDF). The Journal of American History. 80 (1): 135—167. JSTOR 2079700. doi:10.2307/2079700. Архивирано из оригинала (PDF) 2. 4. 2015. г.
- Strickland, Arvarh E.; Weems, Robert E., ур. (2001). The African American Experience: An Historiographical and Bibliographical Guide. Greenwood Press. ISBN 978-0-313-29838-7.
- Zamalin, Alex (2015). African American Political Thought and American Culture: The Nation's Struggle for Racial Justice. Springer. стр. xii, 192. ISBN 978-1-137-52810-0.
- Carson, Clayborne; Garrow, David J.; Kovach, Bill; Polsgrove, Carol, eds. Reporting Civil Rights: American Journalism 1941–1963 and Reporting Civil Rights: American Journalism 1963–1973. ISBN 1-931082-28-6.. New York: Library of America, 2003.  and  1-931082-29-4
- Dann, Jim (2013). Challenging the Mississippi Firebombers, Memories of Mississippi 1964–65. Baraka Books. ISBN 978-1-926824-87-1.
- Holsaert, Faith S. (30. 9. 2010). Hands on the Freedom Plow Personal Accounts by Women in SNCC. University of Illinois Press. ISBN 9780252035579.
- Malcolm X (with the assistance of Alex Haley). Malcolm, X. (1999). The Autobiography of Malcolm X. Ballantine Books. ISBN 0-345-35068-5.. New York: Random House, 1965. Paperback . Hardcover  0-345-37975-6